# Flower (grupo japonês)
Flower (フラワー) foi um grupo feminino de dança e vocal, constituído de quatro garotas. Eram agenciadas pela LDH (Love Dream Happiness), tendo como gravadora a Sony Music. O grupo fez parte de um projeto maior, chamado E.G. family, que abrange: E-girls, Dream Ami, Dream Shizuka, Happiness e SudannaYuzuYully. Teve o seu fim no dia 30 de setembro de 2019.

## Membros
- Última formação antes do fim do grupo.

| Nome                        | Data de nascimento               | Local de nascimento | Notas               | Período de atividade |
| --------------------------- | -------------------------------- | ------------------- | ------------------- | -------------------- |
| Shigetome Manami (重留真波) | 11 de dezembro de 1994 (30 anos) | Miyazaki            | Líder; Performer    | 2010-2019            |
| Washio Reina (鷲尾伶菜)     | 20 de janeiro de 1994 (31 anos)  | Saga                | Vocal; Performer    | 2011-2019            |
| Bando Nozomi (坂東希)       | 4 de setembro de 1997 (27 anos)  | Tóquio              | Performer           | 2011-2019            |
| Sato Harumi (佐藤晴美)      | 8 de junho de 1995 (29 anos)     | Yamagata            | Performer           | 2011-2019            |
| Ex-Membros                  |                                  |                     |                     |                      |
| Mizuno Erina (水野絵梨奈)   | 8 de fevereiro de 1993 (32 anos) | Tóquio              | Ex-líder; Performer | 2010-2019            |
| Muto Chiharu (武藤千春)     | 3 de abril de 1995 (29 anos)     | Tóquio              | Vocal; Performer    | 2011-2015            |
| Ichiki Kyoka (市來杏香)     | 4 de janeiro de 1997 (28 anos)   | Fukuoka             | Vocal; Performer    | 2011-2016            |
| Fujii Shuuka (藤井萩花)     | 14 de outubro de 1994 (30 anos)  | Osaka               | Performer           | 2010-2017            |
| Nakajima Mio (中島美央)     | 23 de novembro de 1993 (31 anos) | Osaka               | Performer           | 2010-2019            |

## Biografia
2010
- 1º de abril: A LDH retira algumas garotas do EXPG (EXILE Professional Gym), com o objetivo de formar uma nova unidade de dança. Este foi constituído por Mizuno Erina (水野絵梨奈), Fujii Shuuka (藤井萩花), Shigetome Manami (重留真波) e Nakajima Mio (中島美央), sendo nomeada de FLOWER[1] Elas tornaram-se dançarinas de suporte para as apresentações do grupo EXILE.[1]

2011
- 14 de maio: Ocorreu o “EXILE Presents VOCAL BATTLE AUDITION 3 ~For Girls~“, um concurso dividido nas categorias "vocal" e "performance", onde participaram cerca de 30 mil garotas. Este tinha como fim, encontrar novas integrantes para o FLOWER, para poder lançar esta unidade. Das concorrentes, foram selecionadas as integrantes Washio Reina (鷲尾伶菜), Muto Chiharu (武藤千春) e Ichiki Kyoka (市來杏香), na categoria vocal; além de Bando Nozomi (坂東希) e Sato Harumi (佐藤晴美), no quesito performance.[1]
- 9 de setembro: Foi anunciado o projeto E-Girls, que abrangeria o Dream, Happiness e FLOWER.
- 12 de outubro: FLOWER lança seu primeiro single "Still".[2] A música foi utilizada no concurso que incluiu as novas integrantes, sendo a demonstração, gravada pela MISAKI, integrante do Love (outra unidade vocal da LDH).[3]

2012
- 29 de fevereiro: As garotas lançam seu segundo single "SAKURA Regret".[4] A música principal foi tema de encerramento do “MUSIC FOCUS” e do “Hiruobi!”, durante o mês de março.[5]
- 22 de agosto: O grupo lança o single "forget-me-not ~WASURENAGUSA~", que foi tema do anime “Kidou Senshi Gundam AGE”.
- 28 de novembro: O FLOWER grava o single "Koibito ga Santa Claus",[6] sendo a faixa principal, uma música cover da consagrada cantora e compositora Matsutoya Yumi.[7] Esta foi o último lançamento da unidade com o nome estilizado em maiúsculo.

2013
- Junho: Foi anunciado uma disputa entre Happiness e Flower, evento chamado de "Musha Shugyo Happines vs Flower", onde os grupos competiriam em venda de singles.[3]
- 31 de julho: É lançado o single digital "Taiyou to Himawari", que competiu com o "Sunshine Dream ~Ichido Kiri no Natsu~" do Happiness, lançado no mesmo dia.
- 7 de agosto: O single físico de ambos, foi lançado. É o primeiro lançamento da unidade com o nome estilizado "Flower".[8]
- 2 de julho - 11 de agosto: Ocorre o tour "Happiness vs Flower", servindo de apelo para ambos os grupos. A vitória acabou sendo do Flower.[9] Como prêmio, teve uma música delas inseridas no single "Gomennasai no Kissing You" do E-girls. O título da música é "Hatsukoi".[3]
- 3 de outubro: Flower aparece no clipe "EXILE PRIDE ~Konna Sekai wo Aisuru Tame~", ao lado das outras unidades do E-girls e de todos os grupos ativos do EXILE TRIBE.
- 18 de outubro: A líder Mizuno Erina anuncia sua graduação, por motivos pessoais, deixando o Flower e E-girls.[10]
- 25 de dezembro: Lançamento do single "Shirayuki-hime", e foi anunciado a nova líder: Shigetome Manami.[11]

2014
- 22 de janeiro: Flower lança seu primeiro álbum, homônimo do grupo.[12]
- 12 de outubro: Muto Chiharu anuncia que vai deixar o grupo no mês seguinte, em prol de estudar no exterior.[13][14][15][16]
- 13 de novembro: Muto deixa o grupo após o evento de lançamento do single "Akikaze no Answer", que ocorreu no Ikabukuro Sunshine City.[14] A faixa principal do single é uma resposta à música “C.O.S.M.O.S. ~Cosmos~” do grupo Sandaime J Soul Brothers[17][18], além de ser tema do dorama "Binta!".[17][19]

2015
- 18 de fevereiro: O grupo lança seu primeiro single duplo lado-A, "Sayonara, Alice/TOMORROW ~Shiawase no Housoku~", sendo a segunda a versão japonesa da famosa “Tomorrow“, do musical “Annie“, e foi utilizado na dublagem japonesa do filme.[3]
- 4 de março: É lançado o segundo álbum do grupo, que teve como musica de promoção a faixa "Dreamin' Together", que é uma colaboração do Flower com o grupo britânico Little Mix.[20][21]
- 5 de junho - 10 de julho: Primeira turnê do Flower, com o título "Flower LIVE TOUR 2015 'Hanadokei'".[22][23]
- 7 de outubro: É anunciado que Ichiki Kyoka estaria se aposentando do mundo do entretenimento, deixando tanto o Flower quanto o E-girls.[24]
- 16 de dezembro: É lançado o primeiro single sem a Kyoka, o “Hitomi no Oku no Milky Way”.[25] Este ficou marcado por ter ficando em segundo lugar no ranking semanal da Oricon, sendo o single mais vendido do grupo até a atualidade.[26][27][28] Além disso, a faixa principal foi tema do anime "Kindaichi Shounen no Jiken R", onde a vocalista Washio Reina dublou a personagem Tengen Kaori.[29]

2016
- 1º de junho: Flower lança o single "Yasashisa de Afureru Youni",[30] cuja faixa principal é cover da JUJU.[31] Além disso, a versão do Flower tornou-se tema do filme “Shokubutsu Zukan ~Unmei no Koi, Hiroimashita”.[32]
- 11 - 16 de setembro: Houve uma série de artigos no site modelpress, cada dia com uma integrante do Flower, onde eles discorrem sobre o seu primeiro best álbum e a segunda turnê, além dos sentimentos das meninas, em relação a todo o percurso de suas carreiras. Elas também, se tornaram modelos temporárias do site.[3][33][34][35][36][37][38][39]
- 14 de setembro: O grupo lança seu primeiro best álbum, com o título "THIS IS Flower THIS IS BEST".[40]
- 5 de outubro: A primeira subunidade do E-girls, ShuuKaRen, lança seu primeiro single "UNIVERSE".[41] Esta possui integrantes tanto do Happiness, quanto do Flower.
- 21 de outubro - 16 de janeiro de 2017: Segundo tour do grupo, intitulado "Flower Theater 2016 ~THIS IS Flower~".[42][43]

2017
- 11 de janeiro: O Flower lança seu primeiro single pós Best Álbum, dando início a uma nova fase do grupo, com músicas com temas mais profundos/maduros.[44] O título é "Monochro/Colorful".[45]
- 5 de junho: É anunciado o E.G. EVOLUTION, onde toda a estrutura do E-girls e suas unidades são alteradas, nascendo um novo projeto chamado E.G. family. Dentre as mudanças, houve o desmembramento do Dream, deixando a Dream Ami como solista, a Dream Shizuka continua sua carreira como vocalista do DANCE EARTH PARTY, que se tornou a ponte entre E.G. family e EXILE TRIBE (dando a entender que o E-girls não pertence mais a este). Já a Dream Aya decide retirar-se do meio artístico, passando a atuar nos bastidores como designer e fotógrafa. Além disso, o Flower e o Happiness passam a ser grupos independentes do E-girls, que tornou-se apenas mais um grupo dentro do novo projeto. As subunidades ShuuKaRen e SudannaYuzuYully também se tornam grupos à parte, dentro do projeto. E, por fim, várias integrantes deixaram o E-girls, para seguir seus projetos (são elas: Aya, Ami, Shizuka, MIYUU, Kawamoto Ruri, Fujii Shuuka, Shigetome Manami e Nakajima Mio).[46][47]
- 23 de agosto: Flower lança seu primeiro single pós E.G. EVOLUTION, chamado de "Taiyou no Elegy". A música é tema de encerramento do anime "Shoukoku no Altair".[48]
- 29 de agosto: É anunciado no site da Oricon, que o single do Flower ficou, pela primeira vez, em 1º lugar no ranking semanal de vendas,[28] vendendo 58.000 cópias logo na primeira semana.[27]
- 22 de outubro: A integrante Shuuka anuncia que se afastará de suas atividades no Flower, ShuuKaRen e como modelo, pois ela foi diagnosticada com hérnia de disco na espinha cervical.[49]
- 31 de dezembro: Shuuka anuncia sua graduação do Flower e do ShuuKaRen, já que sua condição agravou-se, e não apresentará melhoras tão logo. Por conta disso, ela decidiu focar-se nos estudos de arte, fotografia e moda, retirando-se da indústria do entretenimento[50][51][52][53][54][55].

2018
- 15 de janeiro: Todo conteúdo relacionado à Fujii Shuuka foi removido do site do Flower, E.G. family e da LDH, bem como o site oficial do ShuuKaRen (onde sobrou apenas um link para a compra dos singles da dupla), e as redes sociais (Twitter e Instagram)[56]. O Instagram pessoal da Shuuka era para ser fechado também, mas, por alguma razão continuou no ar por alguns dias a mais.
- 5 de dezembro: Foi anunciado que o Flower participará da turnê "E.G.POWER 2019 ~POWER to the DOME~", ao lado dos outros artistas do E.G. family[57][58].

2019
- 15 de janeiro: É anunciado o terceiro álbum original do Flower, com o título de "F". É o primeiro desde "Hanadokei", sendo lançado quatro anos depois[59].
- 23 de janeiro: É lançado o single digital "Kurenai no Dress", marcando o primeiro lançamento do grupo com cinco integrantes. A música ficou em primeiro lugar no ranking da Oricon, na categoria singles digitais[60].
- 20 de setembro: É anunciado o fim do grupo para o dia 30 do mesmo mês, com a integrante Nakajima Mio se retirando do mundo do entretenimento, por conta de sua gravidez e casamento com o jogador de futebol Togashi Cayman, do time Machida Zelvia. Com a sua saída, as quatro integrantes restantes decidiram terminar o grupo, com a Harumi e Nozomi continuando como integrantes do E-girls, bem como a Reina, que pretende iniciar projetos solos em paralelo, e a Manami, que também pretende continuar no ramo do entretenimento em separado[61][62][63].
- 30 de setembro: O Flower é oficialmente dissolvido.
- 7 de dezembro: A Sony anuncia que o site oficial do Flower será tirado do ar no dia 31 de dezembro, exceto pela discografia[64].

## Discografia
O ranking refere-se ao semanal da Oricon.

### Singles
|     | Data de Lançamento      | Título                                                                                                | Faixas e Informações | Rank |
| --- | ----------------------- | --- | --- | ---- |
| 1º  | 12 de outubro de 2011   | Still (Ｓｔｉｌｌ)                                                                                    | Still Letra: Matsuo Kiyoshi Composição: Kawaguchi Daisuke Arranjo:Nakano Yuuta | 5º   |
| 1º  | 12 de outubro de 2011   | Still (Ｓｔｉｌｌ)                                                                                    | Fadeless Love Letra: Morita Kouta Composição: nojo, Kudo Katsuhiro Arranjo: h-wonder | 5º   |
| 1º  | 12 de outubro de 2011   | Still (Ｓｔｉｌｌ)                                                                                    | Are You Ready? Letra: MEG.ME Composição: SHIKATA, MATS LIE SKARE | 5º   |
| 1º  | 12 de outubro de 2011   | Still (Ｓｔｉｌｌ)                                                                                    | Still (instrumental) | 5º   |
| 2º  | 29 de fevereiro de 2012 | SAKURA Regret (ＳＡＫＵＲＡリグレット)                                                                | SAKURA Regret (ＳＡＫＵＲＡリグレット) Letra: Matsuo Kiyoshi Composição: Nakano Yuuta Arranjo: Nakano Yuuta | 12º  |
| 2º  | 29 de fevereiro de 2012 | SAKURA Regret (ＳＡＫＵＲＡリグレット)                                                                | be with you Letra: Nakamura Tatsushi Composição: Kitamuro Ryoma Arranjo: h-wonder | 12º  |
| 2º  | 29 de fevereiro de 2012 | SAKURA Regret (ＳＡＫＵＲＡリグレット)                                                                | Just A Little Bit Letra: Ruco Composição: Inoue Daisuke Arranjo: Inoue Daisuke | 12º  |
| 2º  | 29 de fevereiro de 2012 | SAKURA Regret (ＳＡＫＵＲＡリグレット)                                                                | SAKURA Regret (instrumental) | 12º  |
| 3º  | 22 de agosto de 2012    | forget-me-not ~WASURENAGUSA~ (ｆｏｒｇｅｔ ｍｅ ｎｏｔ ～ワスレナグサ～)                              | forget-me-not ~WASURENAGUSA~ (ｆｏｒｇｅｔ－ｍｅ－ｎｏｔ ～ワスレナグサ～) Letra: Kawamura Yuka Composição: Mihashi Takayuki Arranjo: Jin Nakamura                                                                         | 13º  |
| 3º  | 22 de agosto de 2012    | forget-me-not ~WASURENAGUSA~ (ｆｏｒｇｅｔ ｍｅ ｎｏｔ ～ワスレナグサ～)                              | YOUR GRAVITY Letra: Nakamura Kanata Composição: JEFF MIYAHARA, STEVE SMITH, ANTHONY ANDERSON Arranjo: STEVE SMITH, ANTHONY ANDERSON                                                                                        | 13º  |
| 3º  | 22 de agosto de 2012    | forget-me-not ~WASURENAGUSA~ (ｆｏｒｇｅｔ ｍｅ ｎｏｔ ～ワスレナグサ～)                              | CALL Letra: Nakano Yuuta, H.U.B. Composição: Nakano Yuuta Arranjo: Nakano Yuuta | 13º  |
| 3º  | 22 de agosto de 2012    | forget-me-not ~WASURENAGUSA~ (ｆｏｒｇｅｔ ｍｅ ｎｏｔ ～ワスレナグサ～)                              | forget-me-not ~WASURENAGUSA~ (instrumental) | 13º  |
| 4º  | 28 de novembro de 2012  | Koibito ga Santa Claus (恋人がサンタクロース)                                                         | Koibito ga Santa Claus (恋人がサンタクロース) Letra: Matsutoya Yumi Composição: Matsutoya Yumi Arranjo: Maestro-T Cover de: Matsutoya Yumi                                                                                 | 10º  |
| 4º  | 28 de novembro de 2012  | Koibito ga Santa Claus (恋人がサンタクロース)                                                         | Still ~Christmas version~ Letra: Matsuo Kiyoshi Composição: Kawaguchi Daisuke Arranjo: Nakano Yuuta | 10º  |
| 4º  | 28 de novembro de 2012  | Koibito ga Santa Claus (恋人がサンタクロース)                                                         | Koibito ga Santa Claus (instrumental) | 10º  |
| 4º  | 28 de novembro de 2012  | Koibito ga Santa Claus (恋人がサンタクロース)                                                         | Still ~Christmas version~ (instrumental) | 10º  |
| 5º  | 7 de agosto de 2013     | Taiyou to Himawari (太陽と向日葵)                                                                     | Taiyou to Himawari (太陽と向日葵) Letra: Odake Masato Composição: Hiroki Sagawa Arranjo: POCHI | 5º   |
| 5º  | 7 de agosto de 2013     | Taiyou to Himawari (太陽と向日葵)                                                                     | Boyfriend (Moonlight Version) Letra: Matsuo Kiyoshi Composição: JUNE Arranjo: Kawaguchi Daisuke | 5º   |
| 5º  | 7 de agosto de 2013     | Taiyou to Himawari (太陽と向日葵)                                                                     | what i want... Letra: S-KEY-A Composição: Nakatsuchi Tomohiro Arranjo: Nakatsuchi Tomohiro | 5º   |
| 5º  | 7 de agosto de 2013     | Taiyou to Himawari (太陽と向日葵)                                                                     | Taiyou to Himawari (instrumental) | 5º   |
| 6º  | 25 de dezembro de 2013  | Shirayuki-hime (白雪姫)                                                                               | Shirayuki-hime (白雪姫) Letra: Odake Masato Composição: Hiroki Sagawa from Asiatic Orchestra Arranjo: soundbreakers | 3º   |
| 6º  | 25 de dezembro de 2013  | Shirayuki-hime (白雪姫)                                                                               | Hatsukoi acoustic version (初恋 ａｃｏｕｓｔｉｃ ｖｅｒｓｉｏｎ) Letra: Narumi Yamamoto Composição: Chris Meyer, Takumi Tsukada, Grace Arranjo: POCHI                                                                      | 3º   |
| 6º  | 25 de dezembro de 2013  | Shirayuki-hime (白雪姫)                                                                               | COLOR ME UP! Letra: Saito Shiori, EIGO Composição: HΛL Arranjo: EIGO | 3º   |
| 6º  | 25 de dezembro de 2013  | Shirayuki-hime (白雪姫)                                                                               | Shirayuki-hime (instrumental) | 3º   |
| 6º  | 25 de dezembro de 2013  | Shirayuki-hime (白雪姫)                                                                               | Hatsukoi acoustic version (instrumental) | 3º   |
| 6º  | 25 de dezembro de 2013  | Shirayuki-hime (白雪姫)                                                                               | COLOR ME UP! (instrumental) | 3º   |
| 7º  | 11 de junho de 2014     | Nettaigyo no Namida (熱帯魚の涙)                                                                      | Nettaigyo no Namida (熱帯魚の涙) Letra: Odake Masato Composição: SKY BEATZ, FAST LANE Arranjo: SKY BEATZ | 5º   |
| 7º  | 11 de junho de 2014     | Nettaigyo no Namida (熱帯魚の涙)                                                                      | Dolphin Beach Letra: Odake Masato Composição: SKY BEATZ, SHIKATA, CASPER, MAXX Arranjo: SKY BEATZ | 5º   |
| 7º  | 11 de junho de 2014     | Nettaigyo no Namida (熱帯魚の涙)                                                                      | Nando Demo (何度でも) Letra: Yoshida Miwa Composição: Nakamura Masato Arranjo: DAISUKE KAWAGUCHI Cover de: DREAMS COME TRUE                                                                                                | 5º   |
| 7º  | 11 de junho de 2014     | Nettaigyo no Namida (熱帯魚の涙)                                                                      | Nettaigyo no Namida instrumental | 5º   |
| 7º  | 11 de junho de 2014     | Nettaigyo no Namida (熱帯魚の涙)                                                                      | Dolphin Beach instrumental | 5º   |
| 7º  | 11 de junho de 2014     | Nettaigyo no Namida (熱帯魚の涙)                                                                      | Nando Demo instrumental | 5º   |
| 8º  | 12 de novembro de 2014  | Akikaze no Answer (秋風のアンサー)                                                                    | Akikaze no Answer (秋風のアンサー) Letra: Odake Masato Composição: Suzuki Manaka, Carlos K. Arranjo: Carlos K. | 3º   |
| 8º  | 12 de novembro de 2014  | Akikaze no Answer (秋風のアンサー)                                                                    | Flower Garden Letra: Odake Masato Composição: Caroline Gustavsson, DAICHI, Shunsuke Harada Arranjo: Shunsuke Harada | 3º   |
| 8º  | 12 de novembro de 2014  | Akikaze no Answer (秋風のアンサー)                                                                    | Shirayuki-hime orchestra mix (白雪姫 ｏｒｃｈｅｓｔｒａ ｍｉｘ) - Exclusiva da Edição Regular Letra: Odake Masato Composição: Hiroki Sagawa from Asiatic Orchestra (Vanir) Arranjo: soundbreakers                          | 3º   |
| 8º  | 12 de novembro de 2014  | Akikaze no Answer (秋風のアンサー)                                                                    | Koi ni Ochitara (恋におちたら) - Exclusiva da Edição Limitada Letra: H.U.B. Composição: Sakazume Misako Arranjo: Shingo.S Cover de: Crystal Kay                                                                            | 3º   |
| 8º  | 12 de novembro de 2014  | Akikaze no Answer (秋風のアンサー)                                                                    | Akikaze no Answer instrumental | 3º   |
| 8º  | 12 de novembro de 2014  | Akikaze no Answer (秋風のアンサー)                                                                    | Flower Garden instrumental | 3º   |
| 9º  | 28 de fevereiro de 2015 | Sayonara, Alice/TOMORROW ~Shiawase no Housoku~ (さよなら、アリス/ＴＯＭＯＲＲＯＷ ～しあわせの法則～) | Sayonara, Alice (さよなら、アリス) Letra: Odake Masato Composição: Soulife Arranjo: Kawaguchi Daisuke | 7º   |
| 9º  | 28 de fevereiro de 2015 | Sayonara, Alice/TOMORROW ~Shiawase no Housoku~ (さよなら、アリス/ＴＯＭＯＲＲＯＷ ～しあわせの法則～) | TOMORROW ~Shiawase no Housoku~ (ＴＯＭＯＲＲＯＷ ～しあわせの法則～) Letra: CHARNIN MARTIN Versão japonesa: Katagiri Kazuko Composição: STROUSE CHARLES Arranjo: soundbreakers Original: Annie Bennett (Quvenzhané Wallis) | 7º   |
| 9º  | 28 de fevereiro de 2015 | Sayonara, Alice/TOMORROW ~Shiawase no Housoku~ (さよなら、アリス/ＴＯＭＯＲＲＯＷ ～しあわせの法則～) | Ano Hi no Sayonara DJ DECKSTREAM feat. Washio Reina (Flower/E-girls) (あの日のさよなら) Letra: Satomi Composição: DJ DECKSTREAM                                                                                            | 7º   |
| 9º  | 28 de fevereiro de 2015 | Sayonara, Alice/TOMORROW ~Shiawase no Housoku~ (さよなら、アリス/ＴＯＭＯＲＲＯＷ ～しあわせの法則～) | Sayonara, Alice instrumental | 7º   |
| 9º  | 28 de fevereiro de 2015 | Sayonara, Alice/TOMORROW ~Shiawase no Housoku~ (さよなら、アリス/ＴＯＭＯＲＲＯＷ ～しあわせの法則～) | TOMORROW ~Shiawase no Housoku~ instrumental | 7º   |
| 10º | 29 de abril de 2015     | Blue Sky Blue (Ｂｌｕｅ Ｓｋｙ Ｂｌｕｅ)                                                              | Blue Sky Blue Letra: Odake Masato Composição: Erik Lidbom, Yoko Hiramatsu Arranjo: soundbreakers | 6º   |
| 10º | 29 de abril de 2015     | Blue Sky Blue (Ｂｌｕｅ Ｓｋｙ Ｂｌｕｅ)                                                              | Clover Letra: Odake Masato Composição: Simon Janlov, Yoko Hiramatsu Arranjo: Pochi | 6º   |
| 10º | 29 de abril de 2015     | Blue Sky Blue (Ｂｌｕｅ Ｓｋｙ Ｂｌｕｅ)                                                              | Sayonara, Alice baroque remix (さよなら、アリス ｂａｒｏｑｕｅ ｒｅｍｉｘ) Letra: Odake Masato Composição: Soulife Arranjo: Kawaguchi Daisuke                                                                              | 6º   |
| 10º | 29 de abril de 2015     | Blue Sky Blue (Ｂｌｕｅ Ｓｋｙ Ｂｌｕｅ)                                                              | Blue Sky Blue instrumental | 6º   |
| 10º | 29 de abril de 2015     | Blue Sky Blue (Ｂｌｕｅ Ｓｋｙ Ｂｌｕｅ)                                                              | Clover instrumental | 6º   |
| 11º | 16 de dezembro de 2015  | Hitomi no Oku no Milky Way (瞳の奥の銀河（ミルキーウェイ）)                                           | Hitomi no Oku no Milky Way (瞳の奥の銀河（ミルキーウェイ）) Letra: Odake Masato Composição: Maesako Junya, RUSH EYE, Harukawa Hitoshi Arranjo: RUSH EYE, Harukawa Hitoshi                                                  | 2º   |
| 11º | 16 de dezembro de 2015  | Hitomi no Oku no Milky Way (瞳の奥の銀河（ミルキーウェイ）)                                           | Lucky7 (ラッキー７) Letra: Odake Masato Composição: Andreas Oberg, Tahiti Lenoni, Johan Becker | 2º   |
| 11º | 16 de dezembro de 2015  | Hitomi no Oku no Milky Way (瞳の奥の銀河（ミルキーウェイ）)                                           | Imagination Letra: Odake Masato Composição: Erik Lidbom, Simon Janlov, Sophia Pae | 2º   |
| 11º | 16 de dezembro de 2015  | Hitomi no Oku no Milky Way (瞳の奥の銀河（ミルキーウェイ）)                                           | Virgin Snow ~Hatsugokoro~ (Ｖｉｒｇｉｎ Ｓｎｏｗ～初心～) Letra: Odake Masato Composição: Kazunori Fujimoto for D.O.C. Arranjo: Kazunori Fujimoto for D.O.C.                                                               | 2º   |
| 11º | 16 de dezembro de 2015  | Hitomi no Oku no Milky Way (瞳の奥の銀河（ミルキーウェイ）)                                           | Hanadokei (version 2016) (花時計 （ｖｅｒｓｉｏｎ ２０１６）) Letra: Odake Masato Composição: Yoko Hiramatsu, Erik Lidbom Arranjo: Erik Lidbom for Hitfire Production                                                      | 2º   |
| 11º | 16 de dezembro de 2015  | Hitomi no Oku no Milky Way (瞳の奥の銀河（ミルキーウェイ）)                                           | Hitomi no Oku no Milky Way (Instrumental) | 2º   |
| 11º | 16 de dezembro de 2015  | Hitomi no Oku no Milky Way (瞳の奥の銀河（ミルキーウェイ）)                                           | Lucky7 (Instrumental) - Exclusiva da Edição Tipo B | 2º   |
| 11º | 16 de dezembro de 2015  | Hitomi no Oku no Milky Way (瞳の奥の銀河（ミルキーウェイ）)                                           | Imagination (Instrumental) - Exclusiva da Edição Tipo C | 2º   |
| 11º | 16 de dezembro de 2015  | Hitomi no Oku no Milky Way (瞳の奥の銀河（ミルキーウェイ）)                                           | Virgin Snow ~Hatsugokoro~ (Instrumental) - Exclusiva da Edição Tipo D | 2º   |
| 12º | 1 de junho de 2016      | Yasashisa de Afureru Youni (やさしさで溢れるように)                                                   | Yasashisa de Afureru Youni (やさしさで溢れるように) Letra: Ogura Shinquo, Kameda Seiji Composição: Ogura Shinquo Arranjo: Kameda Seiji Cover de: JUJU                                                                      | 2º   |
| 12º | 1 de junho de 2016      | Yasashisa de Afureru Youni (やさしさで溢れるように)                                                   | Ajisai Kaleidoscope (紫陽花カレイドスコープ) Letra: Odake Masato Composição: YASUSHI WATANABE Arranjo: YASUSHI WATANABE | 2º   |
| 12º | 1 de junho de 2016      | Yasashisa de Afureru Youni (やさしさで溢れるように)                                                   | Taiyou to Himawari version2016 (太陽と向日葵ｖｅｒｓｉｏｎ２０１６) Letra: Odake Masato Composição: Hiroki Sagawa Arranjo: POCHI                                                                                           | 2º   |
| 12º | 1 de junho de 2016      | Yasashisa de Afureru Youni (やさしさで溢れるように)                                                   | Akikaze no Answer version2016 (秋風のアンサーｖｅｒｓｉｏｎ２０１６) Letra: Odake Masato Composição: Suzuki Manaka, Carlos K. Arranjo: Carlos K.                                                                           | 2º   |
| 12º | 1 de junho de 2016      | Yasashisa de Afureru Youni (やさしさで溢れるように)                                                   | Yasashisa de Afureru Youni instrumental | 2º   |
| 13º | 11 de janeiro de 2017   | Monochro/Colorful (モノクロ/カラフル)                                                                 | Monochro (モノクロ) Letra: Odake Masato Composição: Anita McCloud, Gabriella Ellis, Ryosuke “Dr.R” Sakai Arranjo: Ryosuke “Dr.R” Sakai                                                                                     | 2º   |
| 13º | 11 de janeiro de 2017   | Monochro/Colorful (モノクロ/カラフル)                                                                 | Colorful (カラフル) Letra: Odake Masato Composição: Daiki Kagawa Arranjo: soundbreakers | 2º   |
| 13º | 11 de janeiro de 2017   | Monochro/Colorful (モノクロ/カラフル)                                                                 | Ningyo-hime ~Gojuusou~ (人魚姫～五重奏～) Letra: Odake Masato Composição: FAST LANE, Erik Lidbom | 2º   |
| 13º | 11 de janeiro de 2017   | Monochro/Colorful (モノクロ/カラフル)                                                                 | Monochro (instrumental) | 2º   |
| 14º | 26 de abril de 2017     | MOON JELLYFISH (ＭＯＯＮ ＪＥＬＬＹＦＩＳＨ)                                                          | MOON JELLYFISH Letra: Odake Masato Composição: FAST LANE, CALICO, 220 | 6º   |
| 14º | 26 de abril de 2017     | MOON JELLYFISH (ＭＯＯＮ ＪＥＬＬＹＦＩＳＨ)                                                          | Totemo Fukai Green (とても深いグリーン) Letra: Odake Masato Composição: Manaka Suzuki, Yoshihiro Suda Arranjo: soundbreakers                                                                                               | 6º   |
| 14º | 26 de abril de 2017     | MOON JELLYFISH (ＭＯＯＮ ＪＥＬＬＹＦＩＳＨ)                                                          | Colorful "a touch of jazz" mix (カラフル “ａ ｔｏｕｃｈ ｏｆ ｊａｚｚ” ｍｉｘ) Letra: Odake Masato Composição: Daiki Kagawa Arranjo: soundbreakers                                                                         | 6º   |
| 14º | 26 de abril de 2017     | MOON JELLYFISH (ＭＯＯＮ ＪＥＬＬＹＦＩＳＨ)                                                          | MOON JELLYFISH instrumental | 6º   |
| 15º | 23 de agosto de 2017    | Taiyou no Elegy (たいようの哀悼歌（エレジー）)                                                        | Taiyou no Elegy (たいようの哀悼歌) Letra: Odake Masato Composição: Carlos K., Kanata Okajima Arranjo: Carlos K. | 1º   |
| 15º | 23 de agosto de 2017    | Taiyou no Elegy (たいようの哀悼歌（エレジー）)                                                        | Taiyou no Elegy (Another version) - Exclusiva da Edição Limitada Premente Letra: Odake Masato Composição: Carlos K., Kanata Okajima Arranjo: Carlos K.                                                                     | 1º   |
| 15º | 23 de agosto de 2017    | Taiyou no Elegy (たいようの哀悼歌（エレジー）)                                                        | Stranger Letra: Odake Masato Composição: Red-T, Kei Shimojo | 1º   |
| 15º | 23 de agosto de 2017    | Taiyou no Elegy (たいようの哀悼歌（エレジー）)                                                        | Taiyou no Elegy (Another version TV edit) - Exclusiva da Edição Limitada Premente Letra: Odake Masato Composição: Carlos K., Kanata Okajima Arranjo: Carlos K.                                                             | 1º   |
| 15º | 23 de agosto de 2017    | Taiyou no Elegy (たいようの哀悼歌（エレジー）)                                                        | Nettaigyo no Namida (Asiatic version) (熱帯魚の涙（Ａｓｉａｔｉｃ ｖｅｒｓｉｏｎ）) Letra: Odake Masato Composição: SKY BEATZ, FAST LANE Arranjo: SKY BEATZ                                                                | 1º   |
| 15º | 23 de agosto de 2017    | Taiyou no Elegy (たいようの哀悼歌（エレジー）)                                                        | Taiyou no Elegy instrumental | 1º   |

### Álbuns Originais
|    | Data de Lançamento    | Título                | Rank |
| -- | --------------------- | --------------------- | ---- |
| 1º | 22 de janeiro de 2014 | Flower (Ｆｌｏｗｅｒ) | 3º   |
| 2º | 4 de março de 2015    | Hanadokei (花時計)    | 2º   |
| 3º | 27 de março de 2019   | F (Ｆ)                | 6º   |

### Best Álbuns
|    | Data de Lançamento     | Título                                                                          | Rank |
| -- | ---------------------- | ------------------------------------------------------------------------------- | ---- |
| 1º | 14 de setembro de 2016 | THIS IS Flower THIS IS BEST (ＴＨＩＳ ＩＳ Ｆｌｏｗｅｒ ＴＨＩＳ ＩＳ ＢＥＳＴ) | 1º   |

### Singles Digitais
|     | Data de Lançamento      | Título                                                                                        | Rank |
| --- | ----------------------- | --------------------------------------------------------------------------------------------- | ---- |
| 1º  | 31 de julho de 2013     | Taiyou to Himawari (太陽と向日葵)                                                             | -    |
| 2º  | 2 de outubro de 2013    | Hatsukoi (初恋)                                                                               | -    |
| 3º  | 4 de dezembro de 2013   | Shirayuki-hime (白雪姫)                                                                       | -    |
| 4º  | 11 de dezembro de 2013  | Hatsukoi (Acoustic version) (初恋 （Acoustic version）)                                       | -    |
| 5º  | 8 de janeiro de 2014    | let go again feat. VERBAL (m-flo)                                                             | -    |
| 6º  | 16 de dezembro de 2014  | TOMORROW ~Shiawase no Housoku~ (TOMORROW ～しあわせの法則～)                                  | -    |
| 7º  | 28 de novembro de 2015  | Hitomi no Oku no Milky Way (Anime version) (瞳の奥の銀河（ミルキーウェイ）（アニメ version）) | -    |
| 8º  | 5 de dezembro de 2015   | Hitomi no Oku no Milky Way (瞳の奥の銀河（ミルキーウェイ）)                                   | -    |
| 9º  | 25 de maio de 2016      | Yasashisa de Afureru Youni (やさしさで溢れるように)                                           | -    |
| 10º | 25 de maio de 2016      | Taiyou to Himawari version 2016 (太陽と向日葵 version 2016)                                   | -    |
| 11º | 31 de agosto de 2016    | Hoka no Dareka Yori Kanashii Koi wo Shita Dake (他の誰かより悲しい恋をしただけ)               | -    |
| 12º | 23 de janeiro de 2019   | Kurenai no Dress (紅のドレス)                                                                 | 1º   |
| 13º | 27 de fevereiro de 2019 | F (Ｆ)                                                                                        | -    |

### Participações
| Data de Lançamento    | Nome da Música                                      | Título do Álbum |
| --------------------- | --------------------------------------------------- | --- |
| 2 de outubro de 2013  | Hatsukoi (初恋)                                     | E-girls - "Gomennasai no Kissing You" (ごめんなさいのＫｉｓｓｉｎｇ Ｙｏｕ) |
| 26 de março de 2014   | Nando Demo (何度でも)                               | DREAMS COME TRUE - Watashi to DORIKAMU -DREAMS COME TRUE 25th ANNIVERSARY BEST COVERS (私とドリカム ーＤＲＥＡＭＳ ＣＯＭＥ ＴＲＵＥ ２５ｔｈ ＡＮＮＩＶＥＲＳＡＲＹ ＢＥＳＴ ＣＯＶＥＲＳー)- |
| 9 de setembro de 2020 | Kurenai no Dress (紅のドレス)                       | E.G.family - "E.G.family 『E.G.POWER 2019 ~POWER to the DOME~ at NHK HALL 2019.3.28』" |
| 9 de setembro de 2020 | Shirayuki-hime (白雪姫)                             | E.G.family - "E.G.family 『E.G.POWER 2019 ~POWER to the DOME~ at NHK HALL 2019.3.28』" |
| 9 de setembro de 2020 | Yasashisa de Afureru Youni (やさしさで溢れるように) | E.G.family - "E.G.family 『E.G.POWER 2019 ~POWER to the DOME~ at NHK HALL 2019.3.28』" |

## Tie-Up
| Nome da Música                                 | Tie-Up                                                                                | Single/Álbum                                              |
| ---------------------------------------------- | ------------------------------------------------------------------------------------- | --------------------------------------------------------- |
| be with you                                    | Música de Comercial "JOL" da My Navy.                                                 | 2º Single "SAKURA Regret"                                 |
| SAKURA Regret                                  | Tema de encerramento da "MUSIC FOCUS" da emissora CTC, durante março.                 | 2º Single "SAKURA Regret"                                 |
| SAKURA Regret                                  | Tema de encerramento do "Hiruobi" da emissora TBS, durante março.                     | 2º Single "SAKURA Regret"                                 |
| forget-me-not ~WASURENAGUSA~                   | Tema de encerramento do anime "Kidou Senshi Gundam AGE", da MBS/TBS.                  | 3º Single "forget-me-not ~WASURENAGUSA~"                  |
| YOUR GRAVITY                                   | Tema de encerramento do "Guruguru Ninety Nine"da TV Nihon, entre julho e setembro.    | 3º Single "forget-me-not ~WASURENAGUSA~"                  |
| Hatsukoi                                       | Música do Comercial "Samantha×KAWAII×Art", da Samantha Thavasa.                       | 6º Single do E-girls "Gomennasai no Kissing You"          |
| Hatsukoi                                       | Tema de encerramento do "musicRu TV" da TV Asahi, durante outubro.                    | 6º Single do E-girls "Gomennasai no Kissing You"          |
| Shirayuki-hime                                 | Tema musical do Dorama "Bokura wa Minna Shindeiru", da NOTTV.                         | 6º Single "Shirayuki-hime"                                |
| COLOR ME UP!                                   | Música do Comercial "Oh! Bargain" da OPA.                                             | 6º Single "Shirayuki-hime"                                |
| Nettaigyo no Namida                            | Tema de encerramento do "Sukkiri!!" da TV Nihon, durante maio.                        | 7º Single "Nettaigyo no Namida"                           |
| Akikaze no Answer                              | Música tema do Dorama "Binta!", da TV Yomiuri.                                        | 8º Single "Akikaze no Answer"                             |
| Flower Garden                                  | Música tema da 2ª Competição Nacional de Dança Rítmica das Escolas Secundárias.       | 8º Single "Akikaze no Answer"                             |
| TOMORROW ~Shiawase no Housoku~                 | Tema musical da dublagem japonesa do filme "Annie".                                   | 9º Single "Sayonara, Alice/TOMORROW ~Shiawase no Housoku" |
| Sayonara, Alice                                | Tema de encerramento do "Sukkiri!!" da TV Nihon, durante fevereiro.                   | 9º Single "Sayonara, Alice/TOMORROW ~Shiawase no Housoku" |
| Blue Sky Blue                                  | Música do Comercial "FASIO E-girls Jisshou LIVE-hen", da KOSE.                        | 10º Single "Blue Sky Blue"                                |
| Clover                                         | Música do Comercial "Recru Navy Shingaku", da Recruit.                                | 10º Single "Blue Sky Blue"                                |
| Hitomi no Oku no Milky Way                     | Tema de encerramento do anime "Kindaichi Shounen no Jiken R", da TV Yomiuri/TV Nihon. | 11º Single "Hitomi no Oku no Milky Way"                   |
| Yasashisa de Afureru Youni                     | Música tema do filme "Shokubutsu Zukan ~Unmei no Koi, Hiroimashita".                  | 12º Single "Yasashisa de Afureru Youni"                   |
| Hoka no Dareka Yori Kanashii Koi wo Shita Dake | Tema de encerramento do "Sukkiri!!" da TV Nihon, durante setembro.                    | 1º Best Álbum "THIS IS Flower THIS IS BEST"               |
| Monochro                                       | Música do Comercial "FASIO Mascara no mae ni, kore!", da KOSE.                        | 13º Single "Monochro/Colorful"                            |
| MOON JELLYFISH                                 | Tema de encerramento do "Hiruobi" da emissora TBS, durante abril.                     | 14º Single "MOON JELLYFISH"                               |
| Taiyou no Elegy                                | Tema de encerramento do anime "Shoukoku no Altair" da MBS.                            | 15° Single "Taiyou no Elegy"                              |

## Aparições

### TV
- Shuukan EXILE (Janeiro de 2011 - ; TBS)
- Suiyou Kaiyousai (abril - setembro de 2015;TV Fuji)
- EG-style (outubro de 2016 - março de 2016; TV Fuji)

### Comerciais
- "JOL" （2012） da My Navy: Mizuno, Fujii, Washio e Sato; （2014）Fujii, Washio e Sato
- "Oh! Bargain" da OPA （dezembro de 2012 - janeiro de 2013）: Mizuno, Fujii e Bando

### Clipes Musicais
- EXILE - "24karats STAY GOLD (KIDS & GIRLS Version)"（2011）
- EXILE - "Rising Sun"（2011）
- EXILE - "EXILE PRIDE ~Konna Sekai wo Aisuru Tame~" (2013)

### Rádio
- FM OSAKA E∞tracks Selection - "FLOWER no Tsubomi」(julho - dezembro de 2012、FM OSAKA): Washio e Muto
- Flower Blooming Radio (janeiro - junho de 2014、FM Fukuoka): Ichiki